# Graphis alpestris
Graphis alpestris är en lavart som först beskrevs av Alexander Zahlbruckner, och fick sitt nu gällande namn av Staiger. Graphis alpestris ingår i släktet Graphis och familjen Graphidaceae.   Inga underarter finns listade i Catalogue of Life.